# Mistrzostwa Świata w Biathlonie 1962
4. Mistrzostwa świata w Biathlonie 1962 odbyły się w fińskiej miejscowości Hämeenlinna. Zawodnicy startowali w dwóch konkurencjach: biegu indywidualnym mężczyzn na 20 km i sztafecie mężczyzn 3x7,5 km.

## Wyniki

### Bieg indywidualny
| Pozycja | Zawodnik                    | Narodowość | Strzelanie   | Wynik     |
| ------- | --------------------------- | ---------- | ------------ | --------- |
|         | Władimir Miełanjin          | ZSRR       | 2 (0+0+2+0)  | 1:23:30,0 |
|         | Antti Tyrväinen             | Finlandia  | 1 (0+0+1+0)  | +38,0     |
|         | Walentin Pszenicyn          | ZSRR       | 1 (1+0+0+0)  | +47,0     |
| 4.      | Nikołaj Puzanow             | ZSRR       | 4 (1+2+0+1)  | +1:21,0   |
| 5.      | Hannu Posti                 | Finlandia  | 1 (1+0+0+0)  | +3:18,0   |
| 6.      | Jon Istad                   | Norwegia   | 2 (0+1+0+1)  | +3:35,0   |
| 7.      | Sture Ohlin                 | Szwecja    | 3 (1+0+1+1)  | +5:45,0   |
| 8.      | Kalevi Huuskonen            | Finlandia  | 2 (1+0+0+1)  | +6:19,0   |
| 9.      | Paul Romand                 | Francja    | 5 (1+1+1+2)  | +9:36,0   |
| 10.     | Olav Jordet                 | Norwegia   | 5 (2+0+0+3)  | +9:37,0   |
| 11.     | Sven-Olov Axelsson          | Szwecja    | 6 (4+1+1+0)  | +10:02,0  |
| 12.     | Aleksandr Priwałow          | ZSRR       | 6 (2+2+0+2)  | +11:40,0  |
| 13.     | Helmut Klöpsch              | NRD        | 2 (0+0+1+1)  | +12:28,0  |
| 14.     | Henry Hermansen             | Norwegia   | 7 (3+1+0+3)  | +13:13,0  |
| 15.     | Lauri Hulkkonen             | Finlandia  | 5 (2+1+0+2)  | +13:39,0  |
| 16.     | Stanisław Szczepaniak       | Polska     | 6 (1+1+2+2)  | +14:10,0  |
| ...     |                             |            |              |           |
| 18.     | Józef Gąsienica-Sobczak     | Polska     | 6 (1+0+2+3)  | +15:29,0  |
| 26.     | Stanisław Gąsienica-Sobczak | Polska     | 5 (0+3+1+1)  | +19:13,0  |
| 36.     | Stanisław Zięba             | Polska     | 11 (3+3+3+2) | +28:10,0  |

### Sztafeta
| Pozycja | Zawodnicy                                                                 | Reprezentacja     | Strzelanie                           | Wynik     |
| ------- | ------------------------------------------------------------------------- | ----------------- | ------------------------------------ | --------- |
|         | Władimir Miełanjin Walentin Pszenicyn Nikołaj Puzanow                     | ZSRR              | 2 (2+0+0+0) 1 (1+0+0+0) 4 (1+2+0+1)  | 4:12:38,0 |
|         | Antti Tyrväinen Hannu Posti Kalevi Huuskonen                              | Finlandia         | 1 (0+0+1+0) 1 (1+0+0+0) 2 (1+0+0+1)  | 4:20:45,0 |
|         | Jon Istad Olav Jordet Henry Hermansen                                     | Norwegia          | 2 (0+1+0+1) 5 (2+0+0+3) 7 (3+1+0+3)  | 4:36:55,0 |
| 4.      | Sture Ohlin Sven-Olov Axelsson Ragnar Burman                              | Szwecja           | 3 (1+0+1+1) 6 (4+1+1+0) 6 (1+0+2+3)  | 4:42:42,0 |
| 5.      | Helmut Klöpsch Horst Nickel Wolfgang Böttner                              | NRD               | 2 (0+0+1+1) 4 (2+0+0+2) 4 (0+1+1+2)  | 4:54:53,0 |
| 6.      | Stanisław Szczepaniak Józef Gąsienica-Sobczak Stanisław Gąsienica-Sobczak | Polska            | 6 (1+1+2+2) 6 (1+0+2+3) 5 (0+3+1+1)  | 4:59:22,0 |
| 7.      | Paul Romand Serge Legrand Louis Romand                                    | Francja           | 5 (1+1+1+2) 9 (2+3+3+1) 11 (4+3+1+3) | 5:01:01,0 |
| 8.      | Peter Lahdenpera Richard Taylor Charles Akers                             | Stany Zjednoczone | 9 (4+3+0+2) 9 (4+2+1+2) 8 (2+0+1+5)  | 5:11:39,0 |

## Klasyfikacja medalowa
| Miejsce | Państwo   |   |   |   | Razem |
| ------- | --------- | - | - | - | ----- |
| 1       | ZSRR      | 2 | 0 | 1 | 3     |
| 2       | Finlandia | 0 | 2 | 0 | 2     |
| 3       | Norwegia  | 0 | 0 | 1 | 1     |